# ティピー

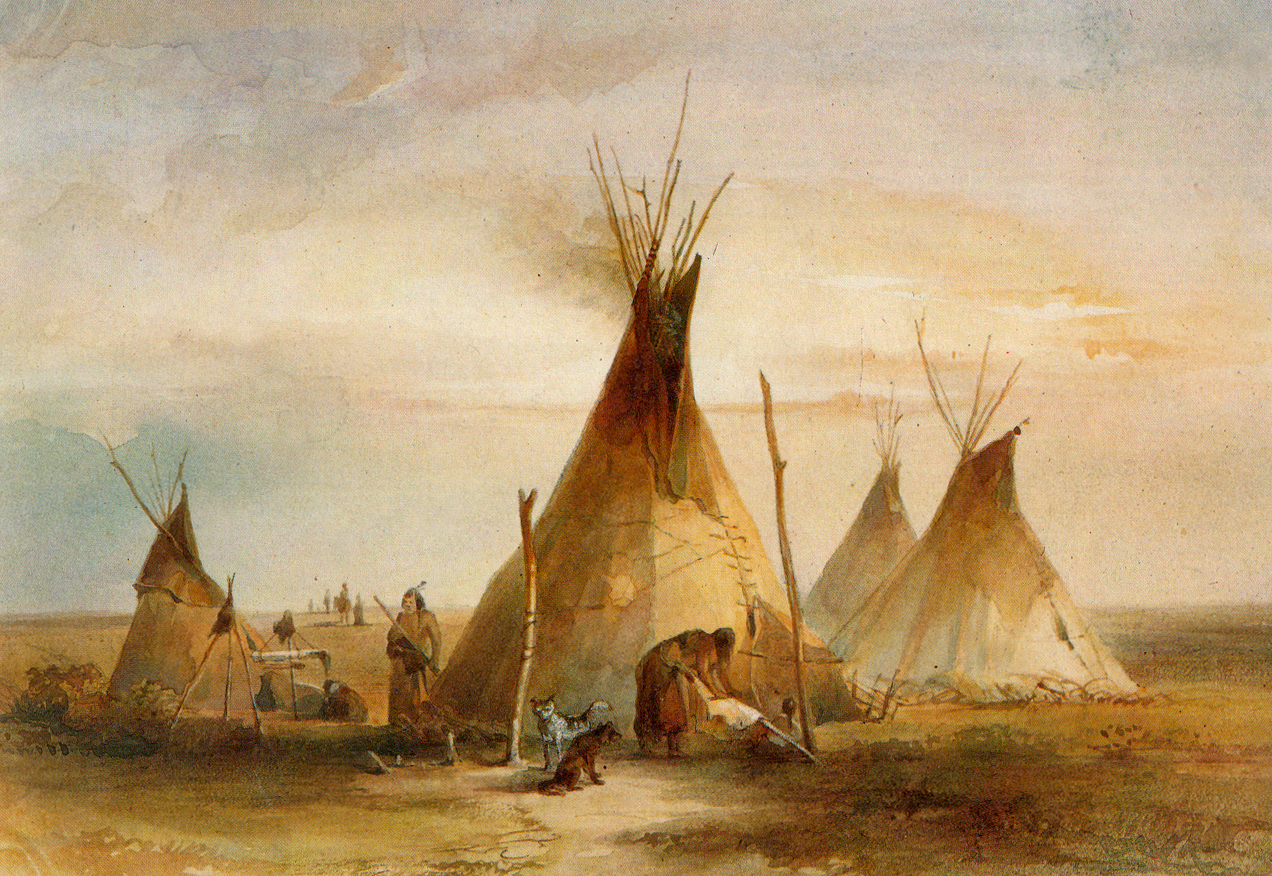
スー族のティーピー（カール・ボドマー画、1833年）

ティピー（Tipi またはTeepee）とは、アメリカインディアンのうち、おもに平原の部族が利用する移動用住居の一種である。ティピ、ティーピーと表記されることもある。

## 概要
ティーピーはスー族を始め、カナダ南部、北米平原部、北西部の、移動しながら狩りを行う文化を持つ部族の野営用の住居である。小さいものでは1～2人、大きいものでは数世帯が居住できる巨大なものもある。たいていの場合、入り口は太陽の昇る東向きに建てられる。テントと決定的に違うのは、中で火を焚くことが出来ることである。
天幕は折りたためば、座布団程度の大きさになり、また構造が簡単であるため、必要となる建材も極めて少なくて済む。サバイバルにおいては生活のために風雨を避けるシェルター（避難場所）が必要となるが、ティピーはその簡便性において理に適っており、アメリカ軍の軍事教練のうちサバイバルを扱ったマニュアルには、パラシュートの布と紐とを使ってこのティピーを作る方法も記載されている。
平原部族は一年中ティピーで暮らしていたわけではなく、夏の間ティピーを使って移動狩猟をおこない、平原が雪に覆われる冬の間は、「冬の村」（ウィグワムの集落）で生活していた。

## 語源

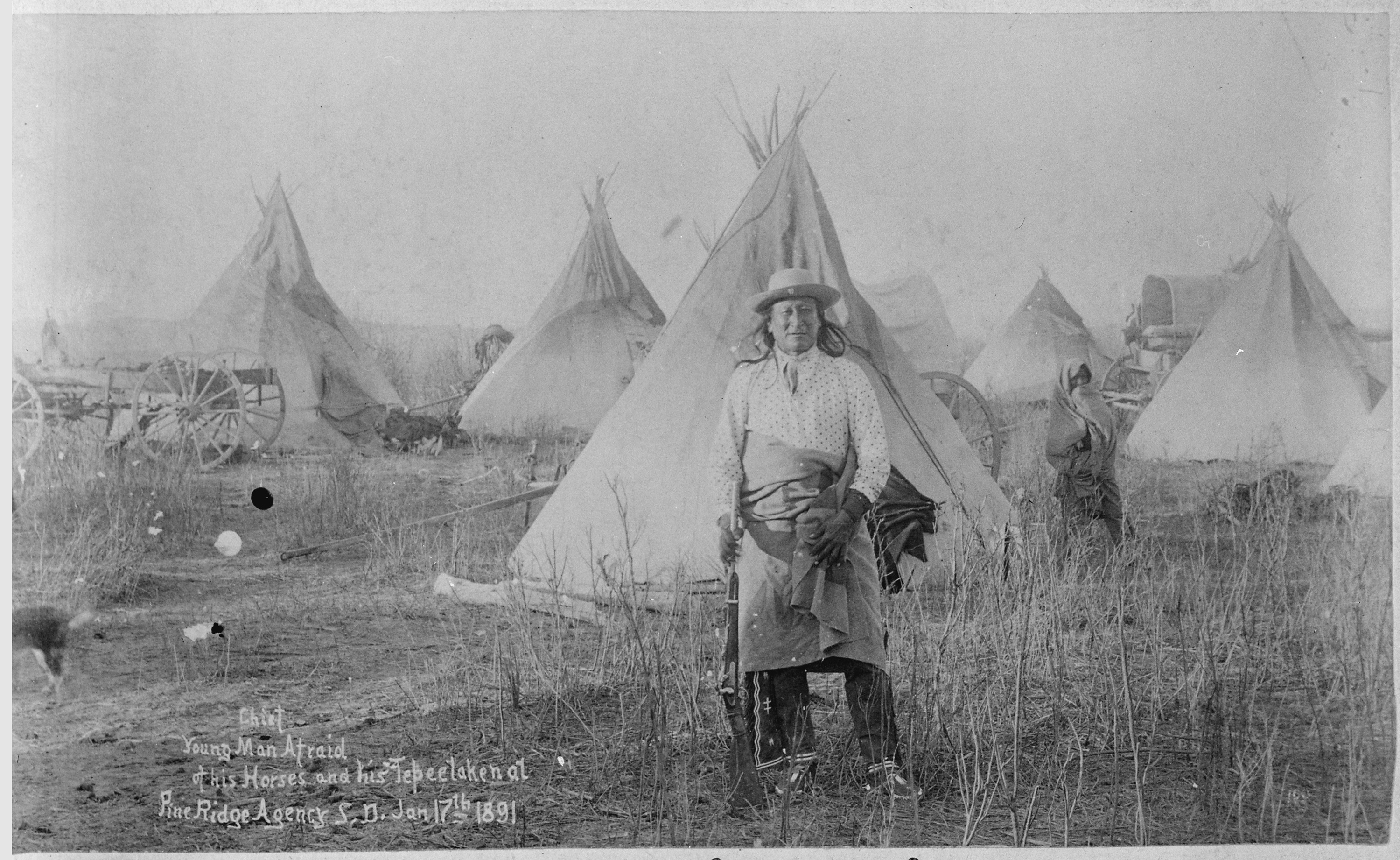
オグララ・ラコタ族の戦士、タシュンカ・コキパ（「彼の馬の嘶きを聞いただけで皆恐れをなす」）の息子とそのティピー
1891年1月19日・G.E.トレーガーによる撮影

もともとはスー族の言葉で、「住居（house）」の意味。正しい発音は「ティーピー（tee-pee）」である。これが「丸太小屋」なら「チャン・ティーピー（木の家）」、「教会、寺院」なら「ティーピー・ワカン（聖なる家）」となる。つまり本来は単なる「家」を現す言葉である。

## 構造

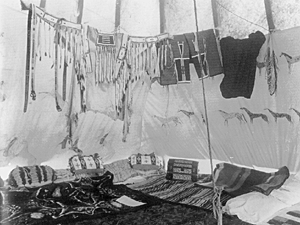
クロウ族のティーピーの内装。（1907年）

円錐形構造で、一端を束ねた木の棒を広げて地面に建てて支柱とし、その周囲にバッファローのなめし革やキャンバス布を被せ、十数本の木の杭で前面を留めたものである。天幕にはバッファローの皮が使われたが、19世紀になって軽いキャンバス布が交易で手に入るようになると、そちらに取って代わっていった。大きなティピーにはそれだけたくさんのバッファローの皮が必要であり、ティピーの大きさは個人の勢力をも表した。
構造が簡単で、しかも頭頂の開口部が排気口となるため、内部で火をくべて暖房や煮炊きが可能である。長年いぶされた頂点部分の革は、モカシン（革製の袋状になった靴）の底革に再利用された。普段は頭頂部を襟のように折り返して棒で支えているが、雨や強風の際には、風上の側の折り返しで覆うことでこれを防ぐことが出来る。
内部には、裾に内張りを張り、夏には外部の裾をめくり上げることで風を通すことが出来る。かつて有力な戦士は、ティピーに自らの戦功、武勲や所有する馬達を、美しい色彩で描いた。

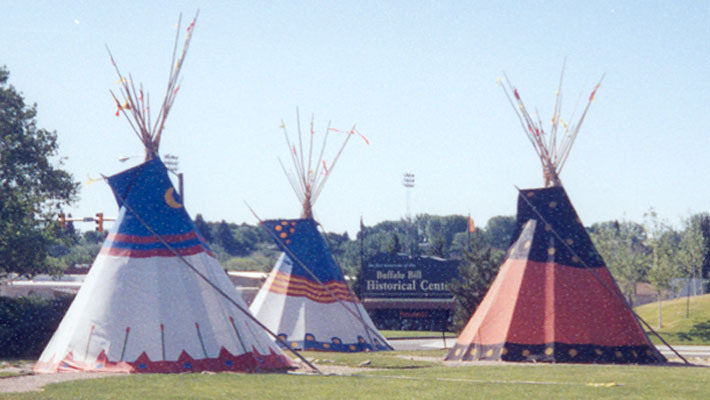
天幕画の一例。ワイオミング州の「バッファロー・ビル歴史センター」の常設展示物

出入りには、円形に開けられた出入り口をまたいで通る。入り口の覆いにはバッファローの毛皮が使われることが多かった。また、バッファローのひづめが呼び鈴代わりに吊るされた。（これが鳴るたびに、バッファローを呼び寄せるという呪いの意味もあった）　床面は中央部分は炉のために地面を露出させ、それ以外は敷物を敷いて居住空間とする。入り口と反対側には、祭壇を作る。

## 解体・移動と設置
移動の際には周囲を囲む天幕を外して畳み、支柱は束ねて括り、敷物を片付けるだけで済み、設置も撤去も短時間のうちに行うことが可能である。平原部族はかつてバッファローなどの狩猟のため移動を繰り返していたため、モンゴル遊牧民のゲルのように（むしろゲルより頻繁に）移動することが当然の生活スタイルとして定着していたため、このような住居が発達した。

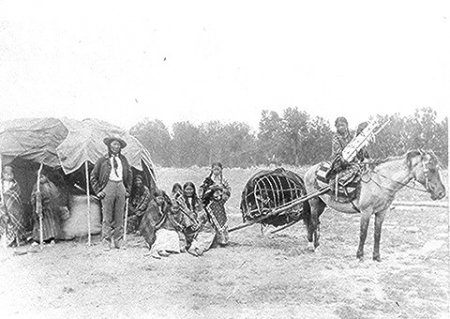
シャイアン族の家族とトラボイ。後部の丸い籠に、背負子に結わえた赤ん坊や荷物を入れた（1890年）

柱は一まとめにされてトラボイ（Travois）として犬や馬に引かせる荷台（末端を地面につけて引きずるソリのようなもの）とし、荷物や赤ん坊を載せた。車輪よりもこの引きずり方式のほうが、あらゆる地形に対応できた。このような使用のため、柱は擦り減って次第に短くなるものだった。保留地時代になると、ティピーはみんな大型のものばかりになっていったが、これは移動生活が白人によって禁止されたために、柱が磨り減ることがなくなったためである。
ティピーを建てるのは女性の仕事だった。19世紀にインディアン戦士たちと狩りに出た白人が、野営の際、男たちがティピーの建て方を全く知らなかったという記録を残している。

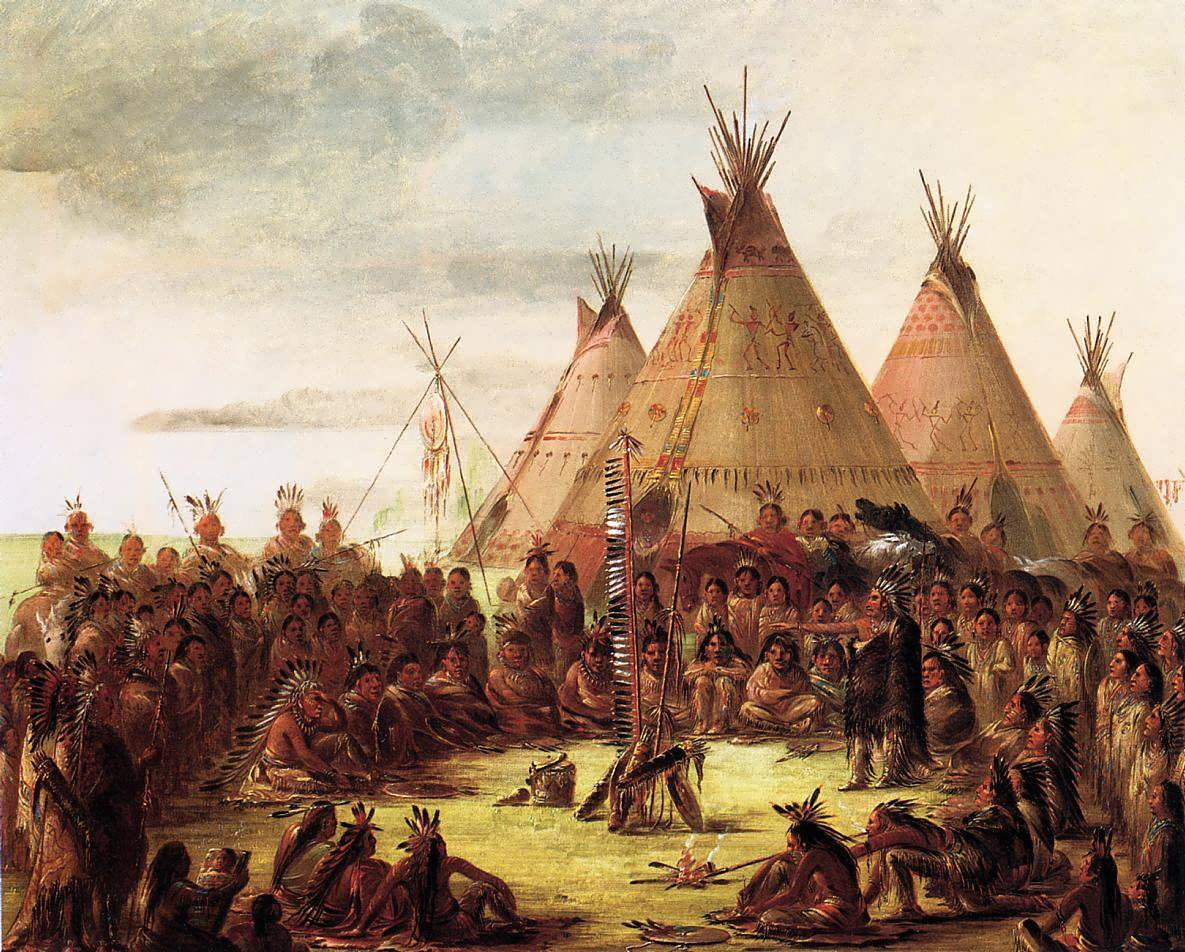
ジョージ・カトリン画、1830年代

正式なティピーの建て方は、まず地面に穴を開ける許しを精霊に請い、呪い師が清めの儀式を行い、柱を挿す穴を円形に掘り、柱を円錐形に立てる。これをロープ（昔はバッファローの腱）で巻いてまとめるが、この際、柱の周りを一回りするごとに祝詞を上げる。その後ロープの先端を中央部に下ろし、木の杭でしっかりと地面に留める。それから天幕を被せる。

## マナー・エチケット
ティピーでは、独自のエチケットが要求される。これは現在でも変わらない。
用向きの際は、まず入り口の前で咳払いをして、主人に気づかせ、入る許しを得る。いきなりティピーに入ることはマナー違反である。入口の覆いが開いている場合は、友人ならそのまま入っても良い。
男の訪問者なら、中に入ったらまず右側へ寄って、客席（奥にある主人の席の左側）に座る許しを主人が出すまで待つ。女の訪問者は、男の後から入り、左側でこれを待つ。中に入ったものは、先に座ったものの外側を通り、円形に座っていく作法である。
食事に招かれたら、スプーン・食器を持参し、出されたものは残さず食べる。客は中央の焚き火と他の客の間を通らずに、座っている人の後ろ側を通る。座っている人も身体を倒して、通りやすいようにしてやる。
男はあぐらをかいても良いが、女はあぐらをかいてはいけない。正座するか、少し膝を崩す程度なら良い。男衆の集まりなら、話を始めるのは必ず年長者に限られ、若年者は年長者の許しを得るまでは黙っていなければならない。
主人がパイプの掃除を始めたら、「帰れ」という合図である。

## 現代のティピー
1960年代からのインディアン権利回復要求運動「レッド・パワー運動（Red Power movement）」では、ティーピーはインディアンたちの権利のシンボルとして使われた。1969年のアルカトラズ島占拠事件や、1977年に始まったインディアンのロング・ウォーク運動（サンフランシスコからワシントンDCまでの抗議の歩行行進）では、終着点のホワイトハウスの門前に、ティーピーが建てられた。

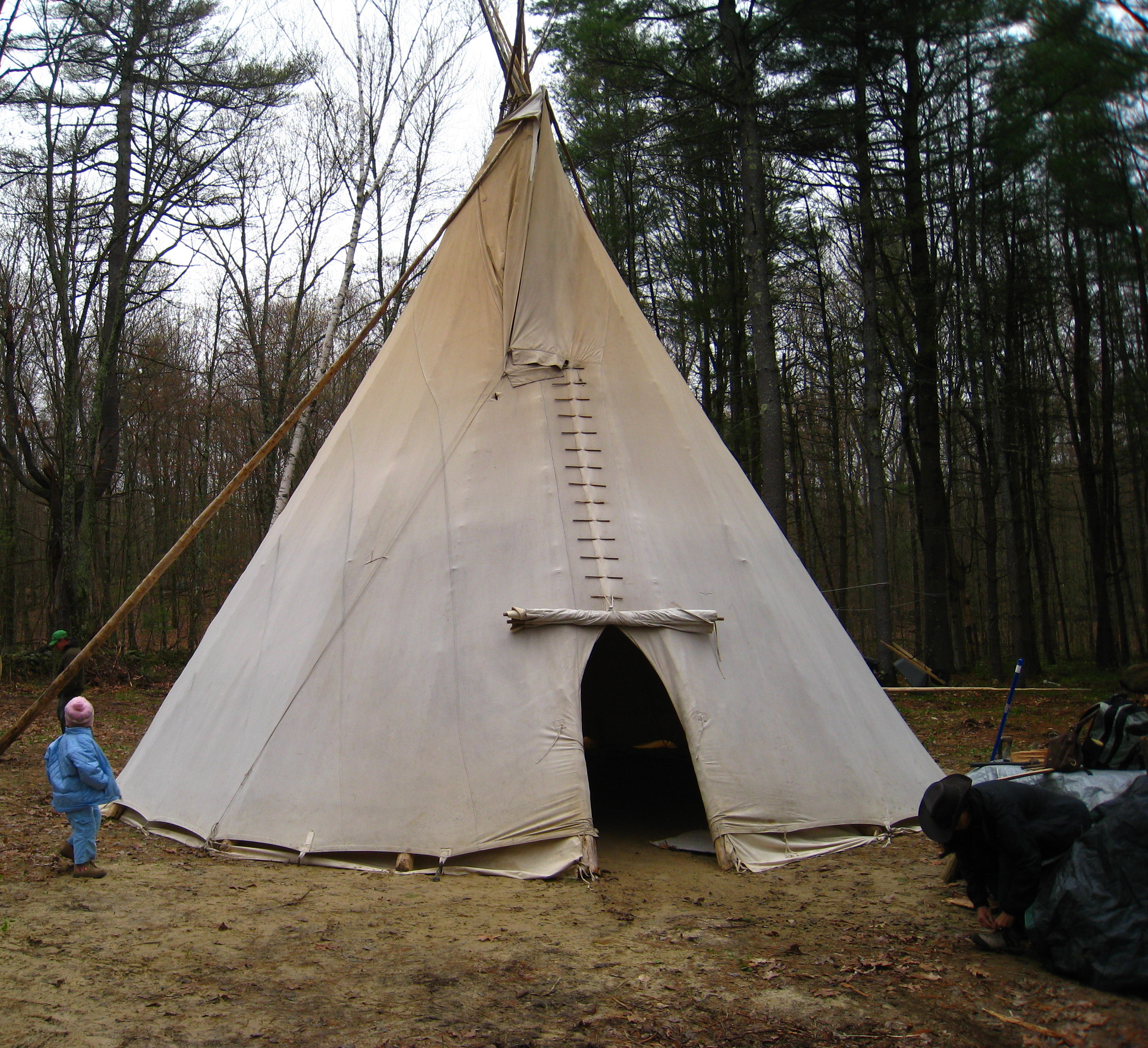
「ネイティブ・アメリカン教会」の、「ペヨーテ儀式のティーピー」

ナバホ族など、ティピーの習俗がなかったが、近年、行事や儀式でこれを採り入れる部族も増えている。また、「ネイティブ・アメリカン教会」の「ペヨーテの儀式」は、必ずティピーで行われる。
クロウ族の保留地（Reservation）では、毎年「クロウ族ティーピー祭」というパウワウが開かれ、参加した多数のインディアン部族によって建てられる数百に上るティーピーが名物となっている。
日本においては、千葉県浦安市の東京ディズニーランド内トムソーヤ島や、愛知県犬山市の野外民族博物館リトルワールドなどで再現されている。